# 713
Cette page concerne l'année 713  du calendrier julien. Pour l'année 713 av. J.-C., voir 713 av. J.-C.
L'année 713 est une année commune qui commence un dimanche.

## Événements

### Asie
- 28 février : tremblement de terre en Syrie[1].

- Les Arabes atteignent l'Indus. Muhammad ben al-Qasim prend Multân, ce qui le rend maître du Sind[2]. Les soldats prisonniers sont décapités, mais les Hindous et les Bouddhistes sont assimilés aux dhimmis (« protégés »), et peuvent conserver leur religion en payant la jiziya.

- Rédaction des chroniques des régions (fudoki). Le gouvernement japonais se tient ainsi informé de ce qui se passe en province[3].

### Europe
- 18 février : premières lois de Liutprand, qui se proclame « roi chrétien des Lombards » (713-717)[4].

- 5 avril : traité de Tudmir[5].

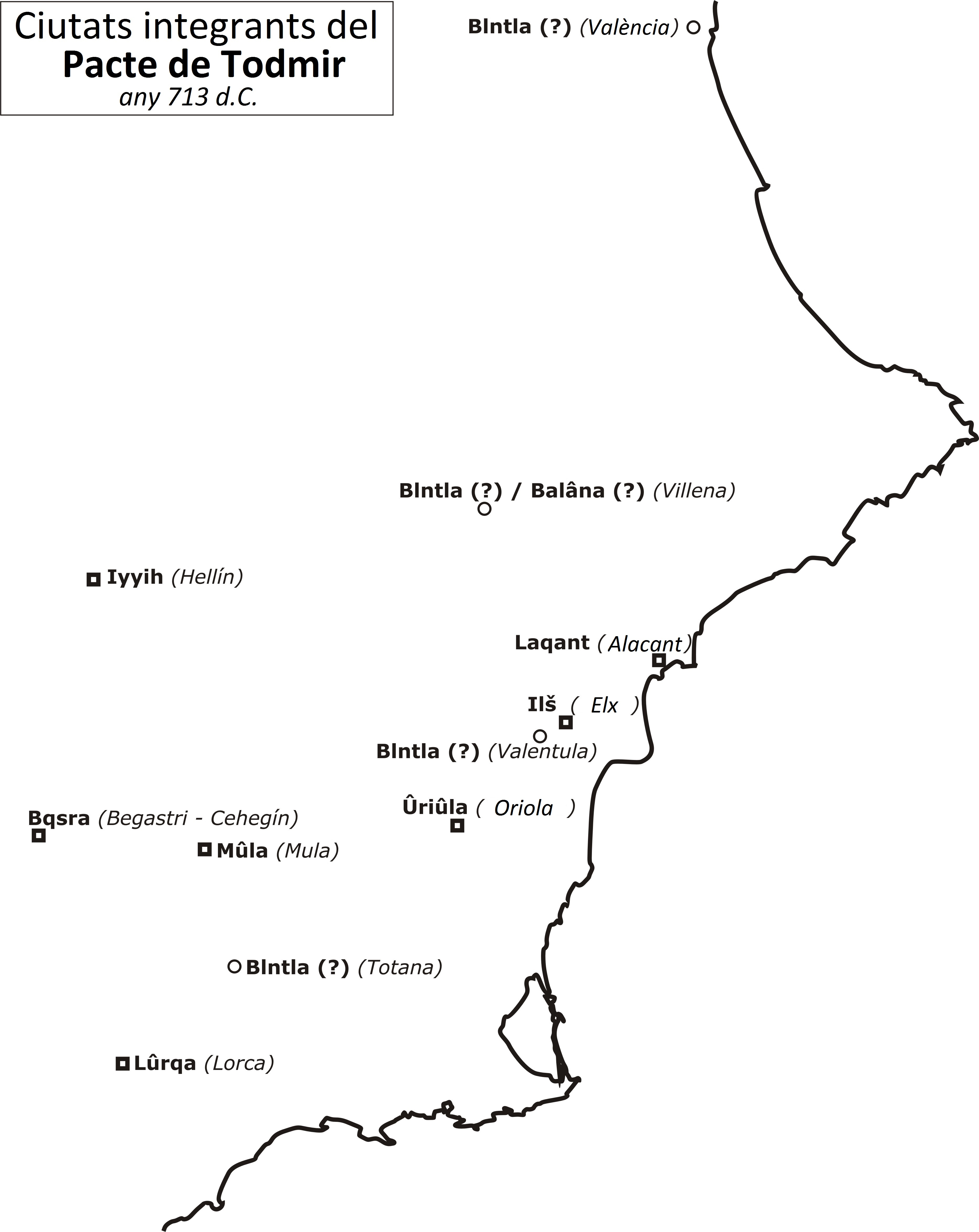
Les villes concernant le pacte de Tudmir.

  - Musa ben Nusayr envoie son fils Abd al-Aziz réprimer la révolte de Séville. Il s'empare de Niebla et de Beja[6]. Le 5 avril il signe un pacte de capitulation avec le comte Goth Theudimer à Orihuela, dans la région de Murcie[7].
- 3 juin : Philippikos Bardanès, renversé par l’armée de l’Opsikion, a les yeux crevés[8].
- 4 juin : début du règne d'Anastase II, empereur byzantin (fin en 715)[8].
- 30 juin : prise de Mérida par les Musulmans[9]. L'émir Musa ben Nusayr, gouverneur de l’Afrique du Nord, marche vers Tolède où il rejoint Tariq ibn Ziyad  qui lui remet le butin de ses pillages[6]. Il proclame la souveraineté du calife de Damas sur l’Espagne.
- Septembre : Rodéric (Rodrigue) serait mort au combat à la bataille de Segoyuela vers Salamanque[10].